# Dyschoriste adscendens
Dyschoriste adscendens är en akantusväxtart som först beskrevs av Ferdinand von Hochstetter och Christian Gottfried Daniel Nees von Esenbeck, och fick sitt nu gällande namn av Carl Ernst Otto Kuntze. Dyschoriste adscendens ingår i släktet Dyschoriste och familjen akantusväxter. Inga underarter finns listade i Catalogue of Life.